# Діодор Самоський
Діодор Самоський (VI ст. до н. е.) — видатний майстер з гліптики, різьбяр з золота та срібла. Жив при дворі тирана Полікрата.

## Життєпис
Народився та все життя прожив на Самосі. Працював при дворі тирана Полікрата, який давав йому замовлення на вироби з золота, срібла, а також на створення гем, інталій. Після загибелі Полікрата відомості про діяльність Діодора зовсім зникають. Дані про праці Діодора відсутні. Відомою є лише одна інталія Діодора Самоського — це перстень-печатка Полікрата, яка відома за розповіддю Геродота. Полікрат спробував його позбавитися, але марно.
Всередині печатки знаходилася гема, яка була зроблена із сардоніксу, який мав п'ять прошарків. На ньому майстер викарбував ліру, яке оточував рій бджіл. Вартість цього виробу майже дорівнювалася вартості острова Самос. У подальшому власником персня став імператор Октавіан Август.
Про Діодора Самоського є згадка у Платона.